# Niccolò Cacciatore

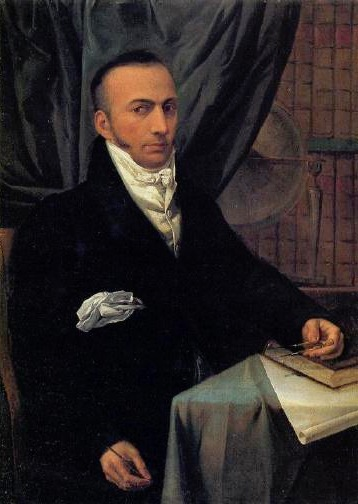
Niccolò Cacciatore

Niccolò Cacciatore (* 26. Januar 1770 in Casteltermini; † 28. Januar 1841 in Palermo) war ein italienischer Astronom.

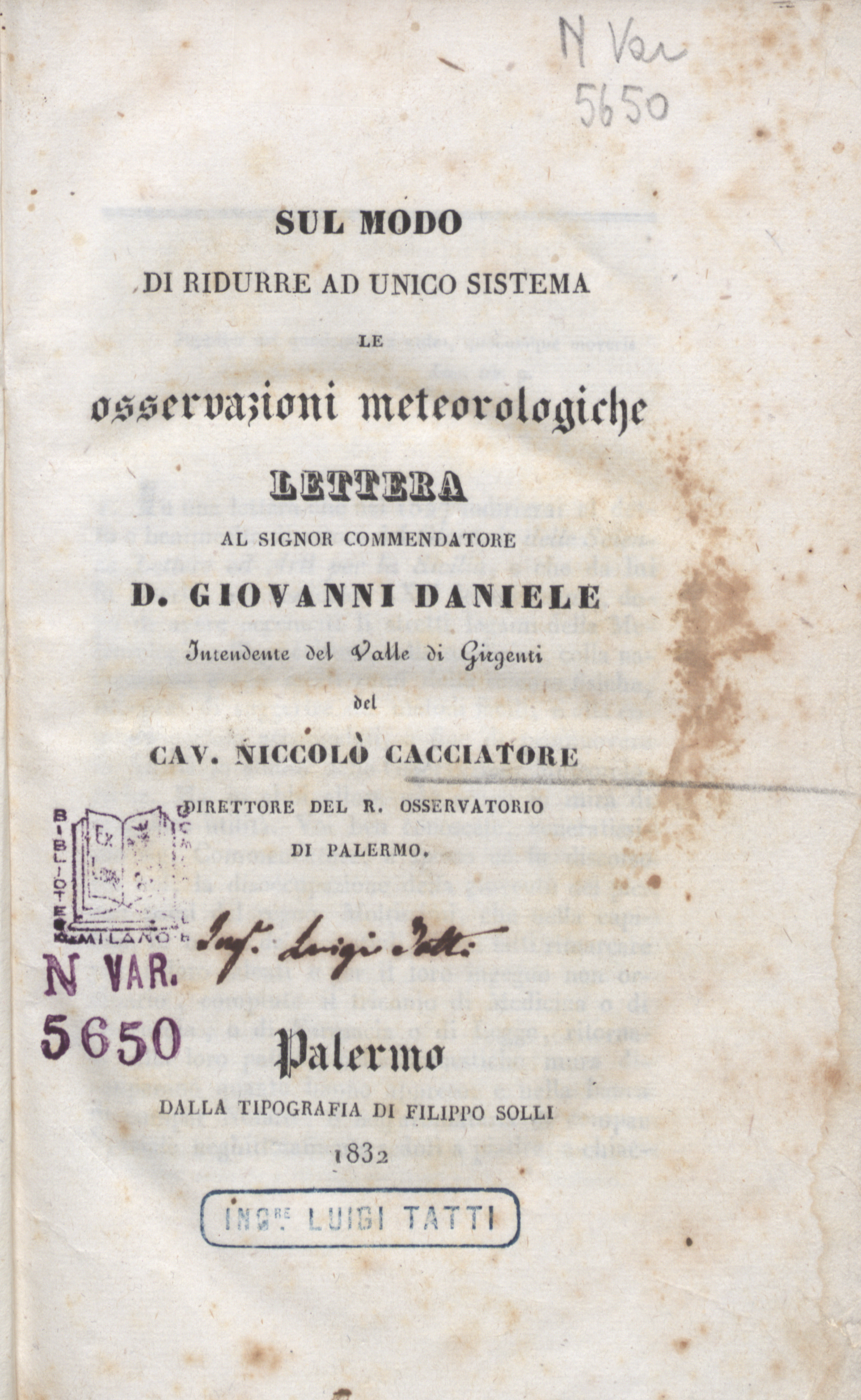
Sul modo di ridurre ad unico sistema le osservazioni meteorologiche (1832)

Als Cacciatore in Palermo Mathematik und Physik studierte, machte er die Bekanntschaft von Giuseppe Piazzi und wurde 1798 Assistent am Observatorium von Palermo. Zwei Jahre später wurde er dort fest angestellt, ein Jahr bevor Piazzi den Zwergplaneten Ceres entdeckte. 1812 heiratete er Emmanuela Martini, mit der er später fünf Kinder hatte. 
Cacciatore unterstützte Piazzi dabei, die zweite Ausgabe des Palermo Star Catalogue (1814) zu erstellen, für die er seit 1807 in führender Position arbeitete. In diesem Katalog verewigte er heimlich seinen Namen mit der Benennung der beiden hellsten Sterne im Sternbild Delphin. Sie heißen bis heute Sualocin und Rotanev, was rückwärts gelesen „Nicolaus Venator“ ergibt, die latinisierte Form von Niccolò Cacciatore.
Cacciatore veröffentlichte auch Werke über die Kometen von 1807 und 1819. 1817 folgte er Piazzi als Direktor des Observatoriums von Palermo. Während der sizilianischen Revolution von 1820 wurde das Observatorium angegriffen, und Cacciatore wurde inhaftiert. Er überlebte diese Turbulenzen, konnte das Observatorium wieder in Betrieb nehmen und leitete es danach für zwei weitere Jahrzehnte. Nach den Unruhen von 1820 wurde er auch Mitglied der Legislatur des Königreichs beider Sizilien.
Cacciatores meistbeachtete Entdeckung als Direktor des Observatoriums war der Kugelsternhaufen NGC 6541 am 19. März 1826. Außerdem war er Experte in Meteorologie und veröffentlichte zahlreiche Bücher zu diesem Thema. 1837 wurde er in die American Academy of Arts and Sciences gewählt. Sein Sohn Gaetano folgte ihm später als Direktor des Observatoriums.